# Франклин (округ, Виргиния)
Округ Франклин (англ. Franklin County) располагается в США, в штате Виргиния. По состоянию на 2010 год, численность населения составляла 54 159 человек. Получил своё название по имени американского политического деятеля Бенджамина Франклина.

## География
По данным Бюро переписи США, общая площадь округа равняется 1844 км², из которых 1787 км² суша и 54 км² или 3,0% это водоёмы.

### Соседние округа
- Бедфорд (Виргиния) — северо-восток
- Питсилвейния (Виргиния) — юго-восток
- Генри (Виргиния) — юг
- Патрик (Виргиния) — юго-запад
- Флойд (Виргиния) — запад
- Роанок (Виргиния) — северо-запад

## Демография
По данным переписи населения 2000 года в округе проживает 47 286 жителей в составе 18 963 домашних хозяйств и 13 918 семей. Плотность населения составляет 26 человек на км². На территории округа насчитывается 22 717 жилых строений, при плотности застройки 13 строений на км². Расовый состав населения: белые - 88,95%, афроамериканцы - 9,35%, коренные американцы (индейцы) - 0,19%, азиаты - 0,36%, гавайцы - 0,02%, представители других рас - 0,42%, представители двух или более рас - 0,71%. Испаноязычные составляли 1,21% населения.
В составе 29,10 % из общего числа домашних хозяйств проживают дети в возрасте до 18 лет, 60,10 % домашних хозяйств представляют собой супружеские пары проживающие вместе, 9,40 % домашних хозяйств представляют собой одиноких женщин без супруга, 26,60 % домашних хозяйств не имеют отношения к семьям, 22,60 % домашних хозяйств состоят из одного человека, 8,90 % домашних хозяйств состоят из престарелых (65 лет и старше), проживающих в одиночестве. Средний размер домашнего хозяйства составляет 2,44 человека, и средний размер семьи 2,84 человека.
Возрастной состав округа: 22,20 % моложе 18 лет, 8,10 % от 18 до 24, 28,20 % от 25 до 44, 27,20 % от 45 до 64 и 14,30 % от 65 и старше. Средний возраст жителя округа 40 лет. На каждые 100 женщин приходится 97,20 мужчин. На каждые 100 женщин старше 18 лет приходится 96,30 мужчин.
Средний доход на домохозяйство в округе составлял 38 056 USD, на семью — 45 163 USD. Среднестатистический заработок мужчины был 29 807 USD против 22 215 USD для женщины. Доход на душу населения был 19 605 USD. Около 7,30% семей и 9,70% общего населения находились ниже черты бедности, в том числе - 12,70% молодежи (тех кому ещё не исполнилось 18 лет) и 9,80% тех кому было уже больше 65 лет.